# Cotula moseleyi
Cotula moseleyi, tiếng Anh thường gọi là Nightingale Brassbuttons, là một loài thực vật có hoa thuộc họ Asteraceae. Loài này có ở Tristan da Cunha. Môi trường sống tự nhiên của chúng là rừng cận Nam cực, đồng cỏ cận Nam cực, vùng bờ biển nhiều đá, và.
Chúng hiện đang bị đe dọa vì mất môi trường sống.